# 驹泽短期大学
驹泽短期大学（日语：／ Komazawa Tanki Daigaku *），简称驹短（こまたん），是过去一所位于日本东京都世田谷区的私立短期大学。

## 概要

### 简介
- 学校最早可以追溯到1949年[1]。短期大学为于1950年开办[1]、由学校法人驹泽大学经营、教育的基础是道元的曹洞宗。招生到2005年、正式停办于2009年[2]。

### 历史
- 1950年 驹泽短期大学成立并同时设置一个学科即佛教科[1]。
- 1962年 两个学科即日文科和英文科成立[1]。
- 1967年 放射线科成立（招生到2002年、停办于2006年[2]）[1]。
- 1996年 专科放射线技术科学专攻。
- 2005年 短期大学招生最后、次年停止招生（正式停办于2009年10月30日[2]）。

## 学校环境
- 校区：在了东京都世田谷区

## 组织

### 学科
- 佛教科
- 日文科
- 英文科
- 放射线科[注 1]

### 专科
| - 放射线技术科学专攻 |

### 业余课程
| - 没有 |

## 相关链接
- 日本短期大学列表
- 驹泽女子短期大学
- 岩见泽驹泽短期大学：已停办
- 驹泽大学苫小牧短期大学：已停办